# Belvárdgyula
Belvárdgyula (németül: Belward, horvátul: Belvar) község Baranya vármegyében, a Bólyi járásban.

## Fekvése
Pécs és Mohács közt nagyjából félúton fekszik, légvonalban mindkettőtől körülbelül 20-20 kilométerre.
A szomszédos települések: észak felől Olasz, északkelet felől Szederkény, délkelet felől Borjád, dél felől Nagybudmér, délnyugat felől Kiskassa, északnyugat felől pedig Birján.

### Megközelítése
Legfontosabb megközelítési útvonala a Mohácstól Pécsig húzódó 57-es főút, mely az északi határszéle közelében halad el, érintve Kisgyula és Gyulapuszta településrészeket is, így ezen érhető el a legegyszerűbben az ország távolabbi részei felől.
Központja vonatkozásában azonban zsáktelepülésnek tekinthető, mert oda csak a főútból délnek kiágazó 57 102-es számú mellékút vezet be. Pécs térségével az 5611-es út kapcsolja össze, és érinti még a területét (csomópont nélkül) az M60-as autópálya is.

## Története
A két település, Belvárd és Kisgyula egyesüléséből keletkezett település már az ókorban lakott terület volt.
1056-ban a pécsi püspökség volt birtokosa
1285-ben említették először okiratban Jula néven.
A 13. század végén a Győr nemzetségbeli Konrád pálos kolostort építtetett itt, melyet Szent László tiszteletére szenteltek.
A falu 1356-ban vásártartási jogot kapott.
1484-től káptalani iskola is működött benne.
1750 körül Tolna vármegyei református magyarok költöztek ide.

## Közélete

### Polgármesterei
- 1990–1994: Németh Jenő (független)[6]
- 1994–1998: Németh Jenő (független)[7]
- 1998–2002: Németh Jenő (független)[8]
- 2002–2006: Németh Jenő (független)[9]
- 2006–2010: Sándor Ágnes (független)[10]
- 2010–2014: Sándor Ágnes (független)[11]
- 2014–2019: Sándor Ágnes (független)[12]
- 2019–2024: Sándor Ágnes (független)[13]
- 2024– : Nagy Brigitta (független)[1]

## Nevezetes belvárdgyulaiak
- Szabó Mihály (1933–2011) református lelkipásztor
- Szabó Mihályné Pinczés Klára (1935–2016) református lelkésznő, tanárnő, írónő
- Szabó Mónika (1975) karmester
- Toma Árpád (1958) válogatott labdarúgó

## Nevezetességei

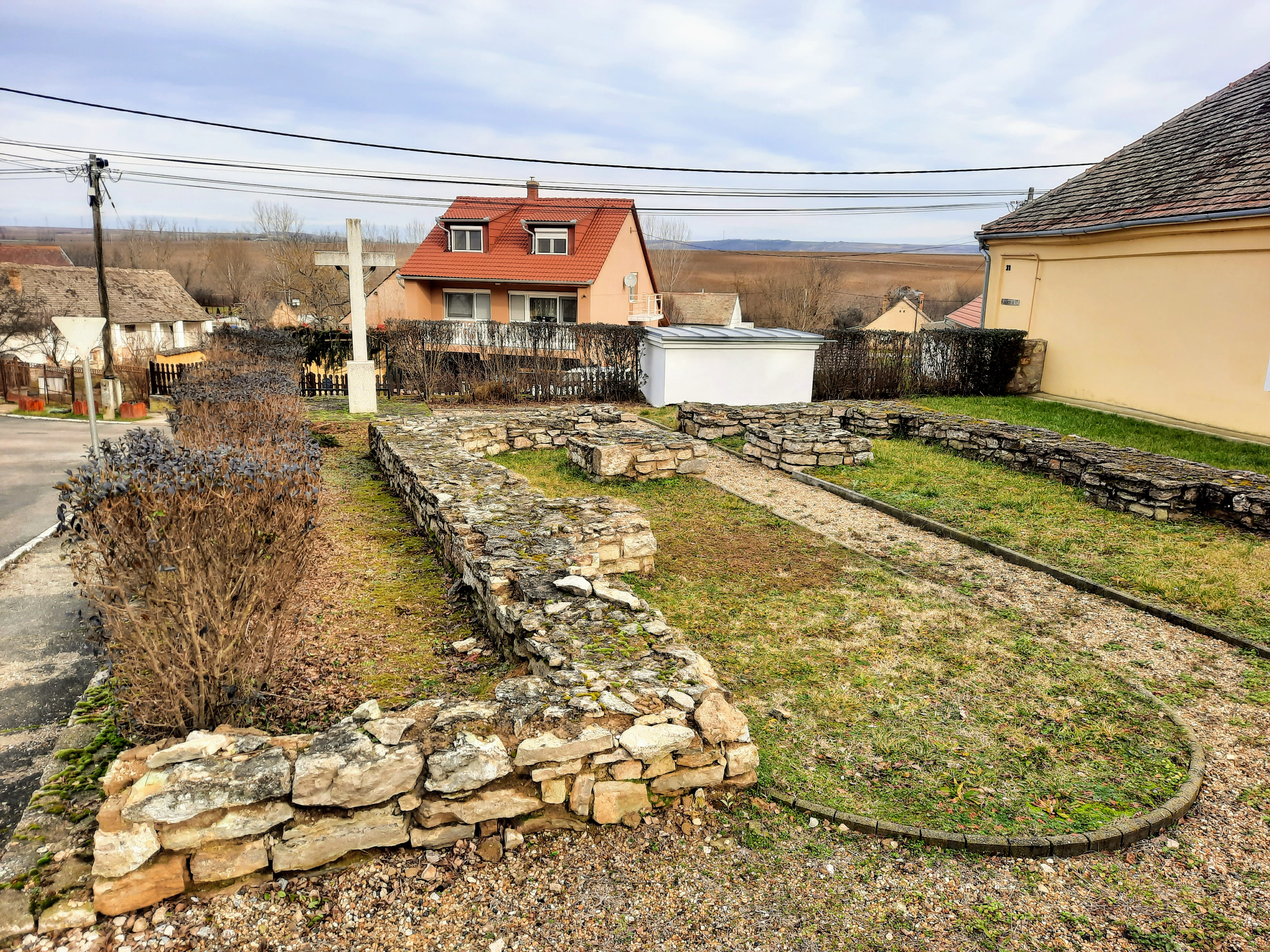
összedőlt katolikus templom helye

- Római katolikus templom - 1854-ben épült, amely 2006. május 22-én hétfő éjszaka összedőlt, statikai okokból kifolyólag. A nem körültekintően kibővített (a templomtorony a templom boltozatára épült, pótlólagos merevítések nélkül), majd a szintén nem körültekintően felújított (kötőgerendák nélküli fedélszerkezet) épület tornya alatt ezen nap éjszakáján beomlott a boltozat, majd a torony ráomlott a templomhajóra és a templom túlnyomó többsége rommá vált.[14] Az új templomot 2007. december 22-én szombaton adták át.[15]
- Református templom - 1754-ben épült.
- Szabadidő park
- Kultúrház
- Lakodalmas ház
- Emlékpark

## Népesség
A település népességének változása:
| Lakosok száma | 418  | 420  | 403  | 365  | 352  | 347  | 348  | 344  |
|               | 2013 | 2014 | 2015 | 2019 | 2021 | 2022 | 2023 | 2024 |

A 2011-es népszámlálás során a lakosok 99%-a magyarnak, 18,7% cigánynak, 1,5% horvátnak, 1,9% németnek, 0,2% örménynek, 0,2% románnak, 0,2% szerbnek mondta magát (1% nem nyilatkozott; a kettős identitások miatt a végösszeg nagyobb lehet 100%-nál). A vallási megoszlás a következő volt: római katolikus 55,8%, református 14,3%, evangélikus 0,2%, felekezeten kívüli 16% (13,1% nem nyilatkozott).
2022-ben a lakosság 87,6%-a vallotta magát magyarnak, 8,4% cigánynak, 2,6% németnek, 1,2% horvátnak, 0,6% szlováknak, 0,3-0,3% görögnek, szlovénnek és szerbnek, 1,2% egyéb, nem hazai nemzetiségűnek (12,4% nem nyilatkozott; a kettős identitások miatt a végösszeg nagyobb lehet 100%-nál). Vallásuk szerint 33,7% volt római katolikus, 12,1% református, 0,6% evangélikus, 1,4% egyéb keresztény, 2% egyéb katolikus, 12,1% felekezeten kívüli (38% nem válaszolt).
Néprajzi értelemben Belvárd rész a sárközi népcsoporthoz tartozik a népviselet alapján, annak legdélebbi pontja.

## Források

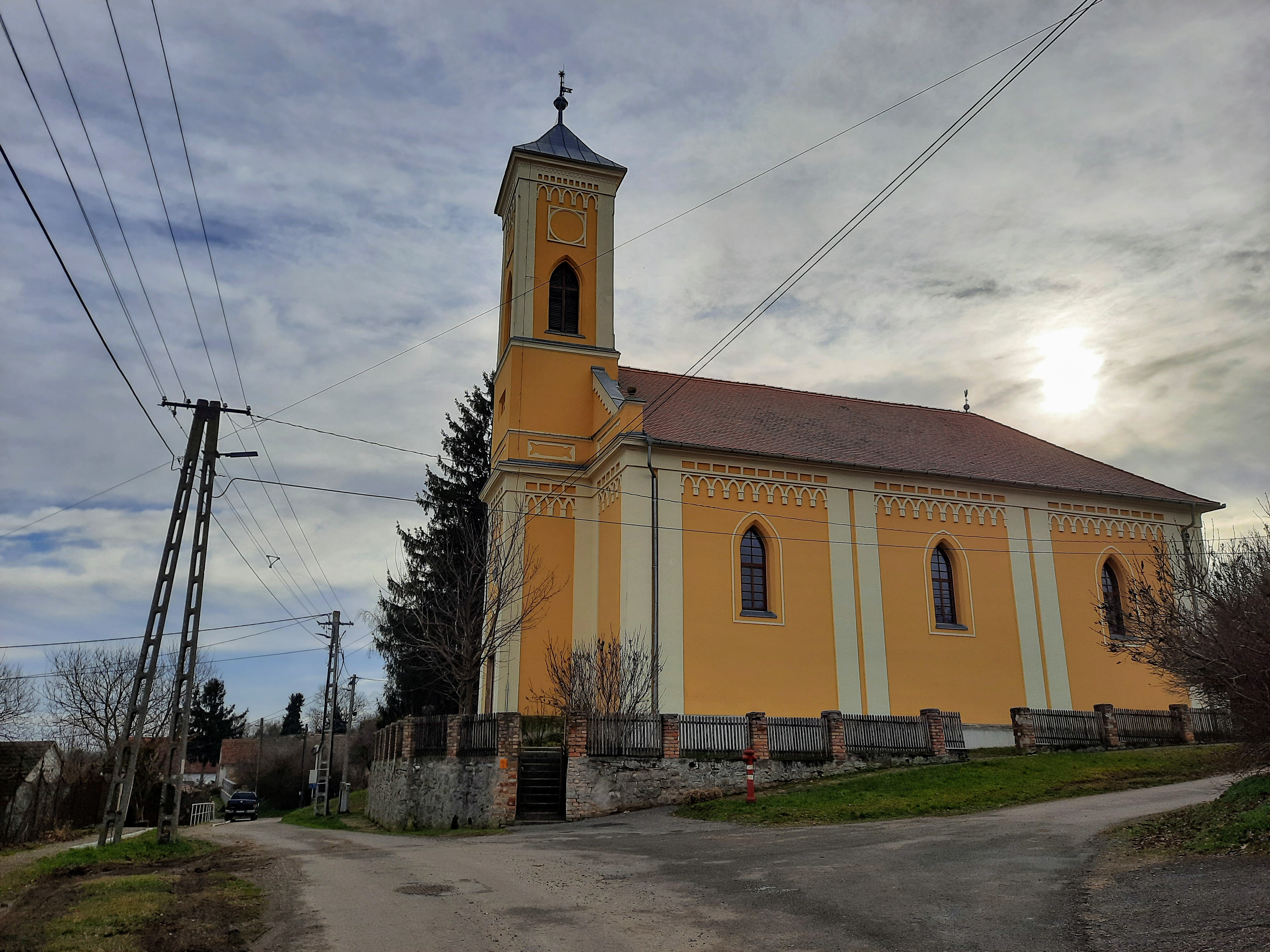
református templom